# Negoești, Călărași
Negoești este un sat în comuna Șoldanu din județul Călărași, Muntenia, România.
În satul Negoești a fost construită în anii 1648-1649 Mânăstirea Negoiești, de către Matei Basarab și Doamna Elena.
Actualmente, mânăstirea nu mai funcționează, ci doar biserica ei, cu hramul „Sf. Arhangheli Mihail și Gavril”, ca biserică de mir, de plan triconic. Ea a fost modificată la mijlocul secolului al XIX-lea.
Incinta patrulateră, cu turn clopotniță la intrare, mai cuprinde și ruinele construcțiilor monastice.
Voievodul Matei Basarab și Doamna Elena, aveau aici, la Negoești, un conac care era reședința de vară a familiei domnitoare, locul unde se retrăgeau adeseori, în liniște, și de unde dirijau treburile țării.